# Deutscher Rugby Club Hannover
Pour les articles homonymes, voir DRC.
Maillots
Actualités
Dernière mise à jour : 2 août 2012.
Le Deutscher Rugby Club Hannover, ou plus simplement DRC Hannover, est un club omnisports allemand, qui compte une section de gymnastique, une de sport de boule, une section de rugby à XV évoluant en Championnat d'Allemagne de 3e division. Il est basé à Hanovre.

## Histoire
Le DRC Hanovre est fondé en 1905 à Hanovre dans le district de Ricklingen, et sa section féminine date quant à elle de 2018. Aujourd'hui, en plus de son équipe de rugby à XV, le Club comprend également des équipes de gymnastique et de sports de boule.

## Palmarès
- Vainqueur de la Rugby Bundesliga en 1988, 1998, 1999, 2000, 2001, 2002 et 2005
  - Septième en 2007-2008 et relégué en deuxième division
- Depuis 1988, le DRC Hanovre a remporté sept fois le titre de champion d'Allemagne
- Le DRC Hanovre a également remporté le trophée de la fédération allemande de rugby (DRV) en 2002, 2003 et 2006
- L'équipe du DRC a gagné la coupe d'Europe du Nord-Ouest en 1999